# Петрова Клавдія Василівна
Петрова (Васильєва) Клавдія Василівна (нар. 17 жовтня 1927, Шибулати, Урмарський район, Чуваська АРСР) — радянський учений, доктор сільськогосподарських наук, професор.
Герой Соціалістичної Праці, Заслужений працівник вищої школи Російської Федерації.

## Біографія
Народилася 17 жовтня 1927 року в селі Шибулати нині Урмарського району Чуваської АРСР в селянській родині. У 1939 році сім'я переїхала в Караваєво Костромської області.
Будучи дояркою племінного молочного радгоспу «Караваєво» Міністерства радгоспів СРСР (Костромського району Костромської області) стала Героєм Соціалістичної Праці.
Живе в селі Караваєво Костромської області.

## Нагороди
Нагороди СРСР і Російської Федерації
- Орден Трудового Червоного Прапора (1948)
- Орден Леніна (1949)
- Медаль «Серп і Молот» (12.07.1949)
- медаль «За доблесну працю в ознаменування 100-річчя з дня народження В.І. Леніна»,
- медаль «Ветеран праці»
- Почесний знак «За відмінні успіхи в галузі вищої освіти СРСР»
- Заслужений працівник вищої школи Російської Федерації
- Срібна медаль ВДНГ

Нагороди Костромської області
- Орден «Праця. Доблесть. Честь» (2006) — за великий особистий внесок у розвиток науки, освіти і плідну громадську діяльність[3].
- Почесний громадянин Костромської області (1999) — за заслуги в науково-педагогічної та громадсько-наукової діяльності[4].

Громадські нагороди
- «За зміцнення миру між народами»
- медалі Радянського комітету захисту миру,
- медалі Союзу жінок Росії.